# Olive Lewin
Olive Lewin OD OM (1927 – 10 tháng 4 năm 2013) là một tác giả, nhà nhân chủng học xã hội, nhà âm nhạc học, và giáo viên người Jamaica. Bà có lẽ được biết đến nhiều nhất với các tuyển tập các bài hát dân gian Jamaica cũ, được nghiên cứu và thu thập trong suốt cuộc đời của bà.

## Tiểu sử
Olive Lewin được sinh ra ở Vere, ở Clarendon, Jamaica, trong một gia đình đều là giáo viên. Bà học âm nhạc và dân tộc học ở Vương quốc Anh. à là thành viên của Trinity College, London, và là thành viên của Học viện âm nhạc Hoàng gia và Trường âm nhạc Hoàng gia. Bà cũng giữ vị trí Giám đốc Văn hóa Nghệ thuật tại văn phòng của Thủ tướng Jamaica cũng như Giám đốc của Viện Văn hóa Dân gian Jamaica. Từ năm 1983, bà chỉ đạo Dàn nhạc Thanh niên Jamaica.
Lewin là tác giả của một số cuốn sách và đã thực hiện nhiều bản ghi âm nhạc dân gian, được trình diễn bởi Ca sĩ Dân gian Jamaica, do bà sáng lập. Bà được vinh danh bởi Chính phủ Jamaica, Liên Hợp Quốc, Tổ chức các quốc gia châu Mỹ, Chính phủ Pháp và bởi học viện vì những đóng góp xuất sắc trọn đời cho nghệ thuật. Năm 2001, bà được trao tặng Huân chương Phân biệt Jamaica.
Bà thích trình bày các bộ sưu tập các bài hát dân gian cũ của Jamaica thông qua các buổi hòa nhạc, và các bản thu âm hữu ích vốn rất khó tìm. Một số bài hát dân gian được thu thập của bà có thể được tìm thấy trên internet nhưng hầu hết một số bản thu gốc rất khó tìm vì các cuộn băng gốc đã xuống cấp và các bản ghi 33 rpm hiện đang khan hiếm. Năm 1987, bà được Viện Jamaica trao tặng Huy chương vàng Musgrave.

## Tác phẩm của Olive Lewin
- Alle, Alle, Alle: 12 Jamaican Folk Songs (London: Oxford UP) 1977. Music scores incl.
- Beeny Budd: 12 Jamaican Folk-songs for Children (London: Oxford UP) 1975.
- Brown Gal in the Ring: 12 Jamaican Folk Songs, Collected and Arranged for Schools (London: Oxford UP), 1974.
- Dandy Shandy: 12 Folk-songs for children (London: Oxford UP), 1975. Folklore. Music. Songs. Jamaica.
- Forty Folk Songs of Jamaica (Washington, DC: OAS), 107 pp., 1 map, 1973.
- Some Jamaican Folk Songs (Kingston: Oxford Group Publishers), 1970. A collection of 36 folk songs, including scores.
- "Mento", in The New Grove Dictionary of Music and Musicians, 2nd edition, vol. 16, pp. 435–6 (London: Macmillan Publishers), 2001.
- Rock It Come Over: the Folk Music of Jamaica (Kingston: University of the West Indies Press), 2000. Map, Illustrations, Foreword, Introduction, Preface, Acknowledgments, References, Indexes, and chapters as follows:

     I. Introduction 
         1. The Making of a Musician 
         2. Slavery: 
         3. Conflicting Concepts of Wealth
     II. Non-Cult Traditional Jamaican Music 
         4. Music for Work, Play and the Spirit 
         5. Mento and Other Styles for Dance, Entertainment and Ceremony
     III. Cults and Cult Music in Jamaica 
         6. Maroon, Tambo, Goombeh, Ettu, Nago 
         7. Revivalism and Rastafarianism
     IV. Kumina and Queenie Kennedy 
         8. The Kumina Cult 
         9. Queenie Kennedy: Her Life 
         10. Queenie Kennedy: Her Teachings and Her Work 
         11. Conclusion